# Pierre Marion (évêque)
Pour les articles homonymes, voir Marion.
Pierre Marion (né à Paris vers 1611, mort  le 6 aout 1675 à Gap) est un ecclésiastique qui fut évêque de Gap de 1661 à 1675.

## Biographie
Pierre Marion est l'un des évêques d'origine modeste promus sous le règne de Louis XIV. Il est le fils homonyme de Pierre Marion, Commissaire des guerres à Paris et seigneur de Bois-Herpin et de Jeanne Joubert. Les débuts de sa carrière sont également incertains, bien que  certaines sources avancent qu'il fut procureur du Châtelet de Paris. Il est actif comme Commissaires des guerres en Alsace et en Champagne. À une époque indéterminée, mais après la Fronde, il abandonne le monde et rejoint l'Ordre de Cluny. Il devient prieur de Saint-Laurent-en-Lyons où il rencontre des difficultés, puis abbé de Saint-Paul-lès-Sens. C'est déjà devenu bénédictin qu'il obtient quelques degrés universitaires à Angers.
Il est désigné comme évêque de Gap par un brevet royal du 14 décembre 1661 après la résignation d'Artus de Lionne, confirmé en juin 1662 par le pape Alexandre VII et consacré en octobre de la même année par l'évêque de Rodez dans l'église de Sainte-Geneviève du Mont à Paris. Son épiscopat est marqué par réfection du palais épiscopal de Gap et la construction d'un séminaire qu'il confie aux Oratoriens. Il exige de plus de son clergé qu'il porte la tonsure et l'habit ecclésiastique.